# WIMP

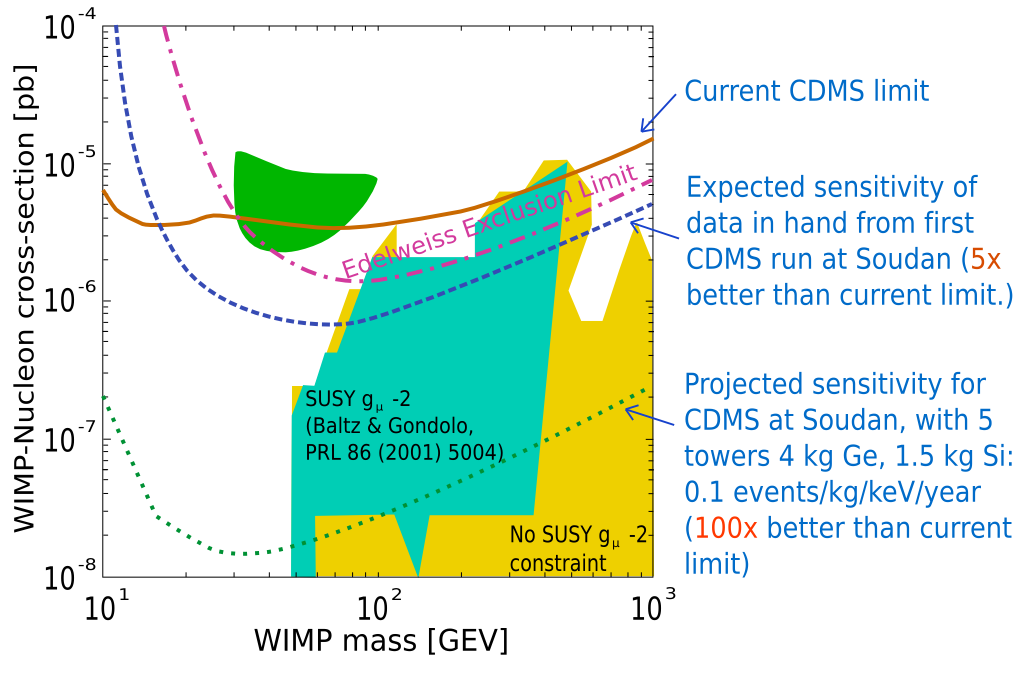
Обмеження на масу та ефективний переріз взаємодії вімпів. Дані з CDMS

WIMP або вімп (від англ. Weakly Interacting Massive Particle, слабко взаємодіюча масивна частинка) — клас гіпотетичних частинок які є кандидатами у темну матерію. З чотирьох фундаментальних взаємодій, вімпи беруть участь тільки в слабкій та гравітаційній, в зв'язку з чим їх важко зареєструвати. Серед можливих кандидатів на роль вімпів часто розглядають суперсиметричні частинки — нейтраліно, які в більшості теорій суперсиметрії є стабільними. Два вімпи можуть анігілювати з утворенням гамма-квантів. Передбачається, що вімпи складають сферичне гало в нашій Галактиці.
Назва є не просто абревіатурою, а ще й певним каламбуром. Англійською wimp означає "слабак". Два інші кандидати в темну матерію, складену з набагато масивніших об'єктів, називають MACHO і RAMBO.

## Експериментальні спроби виявлення
Спроби реєстрації вімпів можна поділити на прямі та непрямі.

### Пряме детектування
Ідея прямого детектування ґрунтується на припущенні, що наша галактика заповнена вімпами і багато з них проходять скрізь Землю в її навколосонячному та галактичному русі. Якщо перетин розсіяння вімпів на атомному ядрі не дуже малий, можливе їх пряме детектування за допомогою ядерних детекторів, добре захищених від зовнішнього фону (зокрема, необхідне розміщення детектора глибоко під землею, щоб захиститися від космічного випромінювання). Внаслідок орбітального і добового руху детектора разом із Землею темп рахунку детектора випробовуватиме річні і добові варіації; завдяки цьому корисний сигнал можна відокремити від фону. Максимальний темп рахунку очікується, коли проєкція орбітальної швидкості Землі на швидкість руху Сонця щодо центру Галактики (і газу вімпів) максимальна.
В ході реєстрації вімпи повинні пружно і непружно розсіюватись на ядрах мішені. Для реєстрації цих зіткнень можуть використовуватися сцинтиляційні, теплові або іонізаційні детектори, а також їх комбінації.

### Непряме детектування
Ідея непрямого детектування ґрунтується можливості реєструвати продукти анігіляції вімпів. Ця анігіляція може відбуватися в гало галактики, а також всередині Сонця та Землі (які захоплюють вімпи гравітацією). Серед можливих для реєстрації наслідків анігіляції виділяють нейтрино (реєструються нейтринними телескопами), антипротони, позитрони (можуть детектуватися за межами атмосфери) і гамма-кванти (наземні та супутникові гамма-телескопи).

### Результати
Колаборація DAMA стверджує, що в багаторічному експерименті з детектором, що складається з NAI(Tl) сцинтиляторів і розташованому в підземній лабораторії Гран-Сассо (Італія), спостерігалися річні варіації швидкості відкліків, що узгоджуються за фазою з очікуваними варіаціями. З результатів цього експерименту виходить, що вімпи повинні мати масу від 30 до 100 ГеВ і перетин пружного розсіяння на ядрах (2—15)×10−6 пікобарн.
У грудні 2009 року колаборація CDMS-2 (англ. Cryogenic Dark Matter Search) опублікувала роботу, в якій повідомляється про реєстрацію двох подій в сигнальній області, що можна інтерпретувати як свідоцтво детектування вімпів з ймовірністю 77 %, ґрунтуючись на оцінках очікуваних сигналів від фону. Ймовірність того, що ці події пояснюються фоновим шумом, — 23 %.
У лютому 2010 року невеликий експеримент CoGeNT повідомив про реєстрацію декількох сотень подій за 56 дні, що інтерпретується як можливий сигнал від вімпів з масою 7-11 ГеВ (поки учені обережні в своїх висновках: за їх словами, отримані результати необхідно перевірити). Детектор CoGeNT (англ. Coherent Germanium Neutrino Technology) це кремній-германієвий напівпровідниковий диск розміром з хокейну шайбу і розташовується в колишній шахті з видобутку залізняку в штаті Міннесота на глибині близько 600 метрів (англ. Soudan Underground Mine State Park, в тій же самій, що і детектор CDMS).

## Супер-вімпи
Розширення суперсиметричних моделей вімпів називають Super-WIMPs, вони виникають в результаті розпаду вімпів. Їхня взаємодія є слабшою ніж у вімп, тобто з чотирьох фундаментальних взаємодій, як і стерильне нейтрино, вони беруть участь тільки в гравітаційній.
Існування супер-вімпів могло вплинути на формування галактик. Тобто матерії в середині галактики потрібно менше часу для стиснення, це впливає на її концентрацію в гало темної матерії .
Експериментальне дослідження розпаду одного електрослабкого стану супер-WIMP в інший в другому порядку наближення з супер-слабкою константою зв'язку привело до результату, що період пів-розпаду є значно більший ніж вік Всесвіту, що створило спостережувані наслідки для непрямого виявлення темної матерії.

## Див. такрж
- MACHO
- RAMBO